# Lucille Ball
Lucille Ball (właśc. Lucille Désirée Ball; ur. 6 sierpnia 1911 w Jamestown, zm. 26 kwietnia 1989 w Los Angeles) – amerykańska aktorka, komiczka, piosenkarka i producentka. Wielokrotnie nominowana do nagrody Primetime Emmy Awards – sześciokrotnie otrzymywała tę statuetkę. Jest również laureatką nagrody im. Cecila B. DeMille’a za wyjątkowy wkład w rozwój światowej rozrywki.
W 2001 została upamiętniona na znaczku pocztowym w związku z serią „Legendy Hollywoodu”.

## Życiorys
Po śmierci ojca i w wyniku problemów osobistych matki wychowywana była przez dziadków. W wieku 17 lat wyjechała do Nowego Jorku. Rozpoczęła pracę w słynnym salonie modelek Hattie Carnegie’s. Była tam najmłodszą modelką. W 1930 wykryto u niej zmiany reumatyczne – okazało się, że jej prawa noga jest krótsza niż lewa. Nie zrezygnowała jednak z zawodu modelki.
W 1933 zagrała po raz pierwszy w filmie. W trakcie kręcenia zdjęć do komediowego musicalu Too Many Girls (1940) poznała kubańskiego piosenkarza i aktora Desi Arnaza, za którego wyszła za mąż. W 1948 została zaproszona wraz z mężem do udziału w show radiowym My Favorite Husband. Razem występowali w telewizji i w radiu. W 1960 rozwiodła się. Kontynuowała grę w filmach i telewizji. Sławę przyniosła jej rola w serialu telewizyjnym Kocham Lucy. Po raz ostatni Ball pojawiła się na ekranie w 1985, w filmie Stone Pillow. Rok później powróciła do telewizji w serialu Life with Lucy.